# Thelypteris laevigata
Thelypteris laevigata là một loài thực vật có mạch trong họ Thelypteridaceae. Loài này được (Mett. ex Kuhn) R.M. Tryon miêu tả khoa học đầu tiên năm 1967.